# Fjällasjön (Bollebygds socken, Västergötland)
Fjällasjön är en sjö i Bollebygds kommun i Västergötland och ingår i Rolfsåns huvudavrinningsområde.
Fjällasjön ligger på en höjd bredvid Viaredssjön. Höjden är ungefär 275 meter över havet. Det finns också en fin badplats vid sjön.
Bredvid Fjällasjön ligger också ett gammalt sanatorium som nu är ombyggt till lägenheter. Ett stenkast från sanatoriet och Fjällasjön ligger också en utkiksplats där man kan se ut över nästan hela Viaredssjön.